# Michael Morell
Michael Joseph Morell Cuyahoga Falls, 4 de septiembre de 1958) fue el subdirector de la Agencia de Inteligencia Central y sirvió como director suplente dos veces, primero en 2011 y luego en 2012 a 2013. Morell se retiró de su puesto el 9 de agosto de 2013, para dedicar más tiempo a su familia y para perseguir otras oportunidades profesionales. 

## Educación y primeros años de vida
Morell es nativo u originario de Cuyahoga Falls, Ohio. Fue a la escuela de Saint Joseph en Cuyahoga Falls. Su educación formal incluye un B.A. en economía por la Universidad de Akron y un M.A. en economía por la Georgetown University.  Se enlistó en la CIA en 1980. Fue jefe de la división Asia, Pacific y Latinoamérica de la CIA.

## Carrera
La mayoría del trabajo de Morell en la agencia estuvo dedicado a proyectos asiáticos.  También dirija el personal que produjo las Sesiones informativas Diarias Presidenciales para Presidente George W. Bush. Morell era facilitador de resúmenes para Bush durante los ataques del 11 de septiembre de 2001, y ha sido citado por su refrán, " apostaría cada dólar tengo que fue al Qaeda." Más tarde, Morell era una activo consejero del Presidente Barack Obama en la redada de Osama bin Laden el 2 de mayo de 2011. Antes de su nominación en el 2010 como subdirector,  sirvió como director de inteligencia, una posición que tomo desde 2008. Sirvió como subdirector asociado para la CIA del 2006 a 2008.

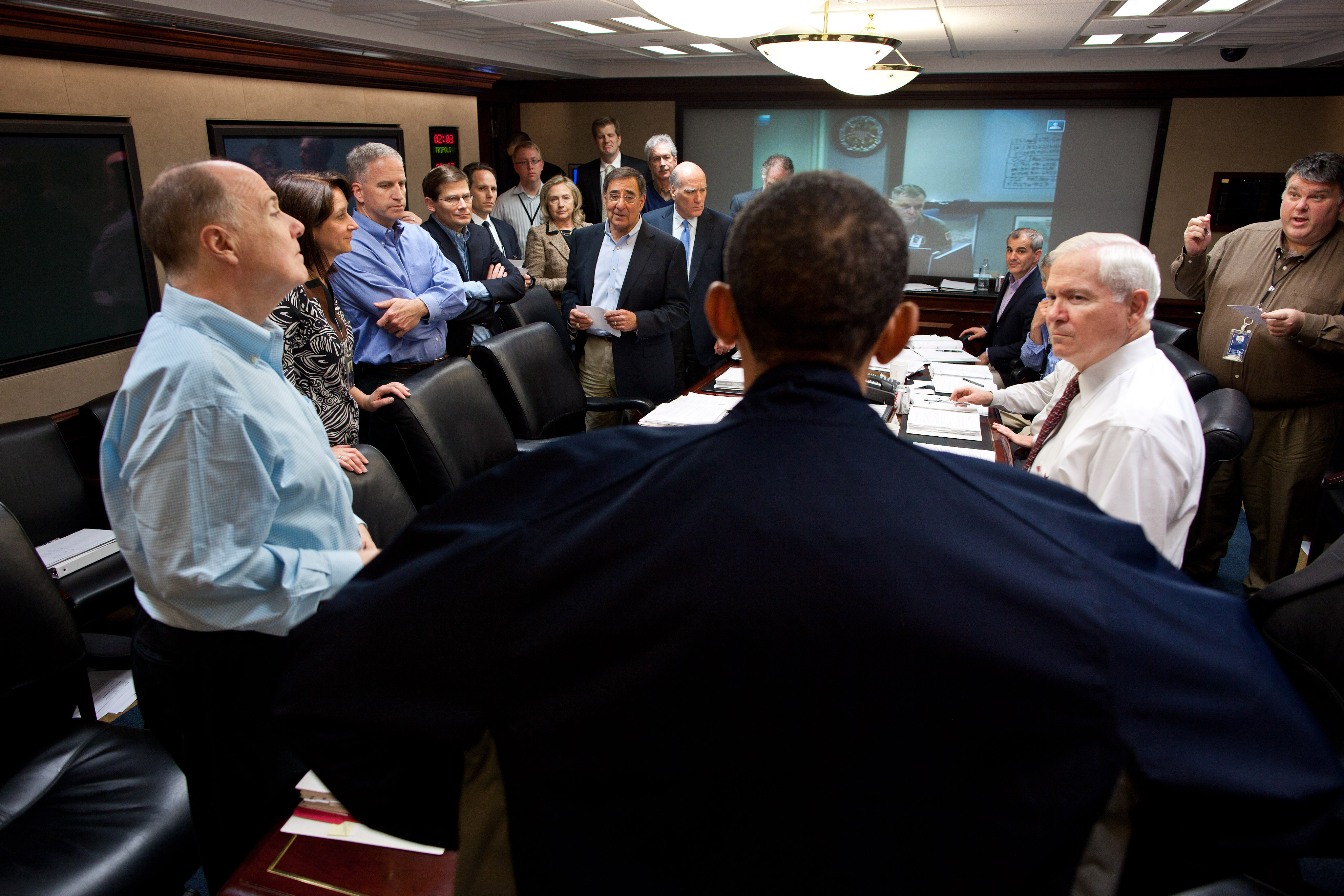
Morell, Leon Panetta, Hillary Clinton y otros miembros del equipo de seguridad nacional de Obama en mayo de 2011

En mayo de 2010, Morell juro como subdirector de la CIA, sucediendo a Stephen Kappes. Desde 1.º de julio de 2011 al 6 de septiembre de 2011, tuvo su primera tarea como director suplente de la Agencia de Inteligencia Central, reemplazando a Leon Panetta quién estuvo nombrado para secretario de defensa. El 9 de noviembre de 2012, Morell una vez más fue director suplente después de la dimisión de David Petraeus, por un escándalo de sexo. Presidente Obama escogió a John Brennan como Director; lo cual fue confirmado por el Senado de EE. UU. por 63 a 34 voto el 5 de marzo de 2013.
Morell Anunció su retiro de la CIA el 12 de junio de 2013. En noviembre del 2013, se unió a la consultora Beacon Global Strategies como Séniors Consultor.
En enero del 2014, Morell se unió a CBS Noticias como colaborador en temas de inteligencia y seguridad nacional.
Morell Criticó al delator de NSA Edward Snowden, con el siguiente dicho: "los americanos pueden morir en las manos de terroristas debido a lo hecho por Edward Snowden"
En mayo del 2015, Morell publicó el libro titulado La Gran Guerra de Nuestro Tiempo: la lucha de La CIA En contra Terrorismo—De al Qa'ida a ISIS fue liberada. El libro fue tratado como "una valoración del éxitos y fallas de CIA contra el terrorismo de los pasado veinte años" y uno que "ilumina nuevas, crecientes amenazas de grupos terroristas que, si no son direccionadas, podría dejar el país vulnerable a ataques de magnitudad al 11 de setiembre". Morell Defendió el uso de la tortura por la CIA y asesinatos seleccionados por drones. También criticó el análisis del Comité de Inteligencia del Senado por las torturas de CIA.
El 19 de mayo de 2015, Morell, como consejero en inteligencia del Presidente George W. Bush antes de la 2003 invasión de Irak, le costó admitir que el vicepresidente Dick Cheney mintió sobre el programa de armas nucleares de Irak antes de la guerra en 2003. MSNBC Anfitrión Chris Matthews dijo: " ... Aquí en HARDBALL anoche, el alto oficial de la CIA, el hombre quién informó al Presidente Bush en una base diaria, dijo qué Cheney dijo no fue cierto. ... Yo he estado haciendo este negocio por un largo tiempo, raramente consigues el momento de Perry Mason. Cuándo el tipo viene y justo dice,  sabes qué? Yo soy el consejero superior de la CIA para el presidente. Yo soy el adjunto DCI. Yo ahí mismo todos lo supimos, y nunca supimos y nunca dijo tenga un arma nuclear. Y aun así fuimos a guerra con aquel argumento."